# Hedwig Maria Ley

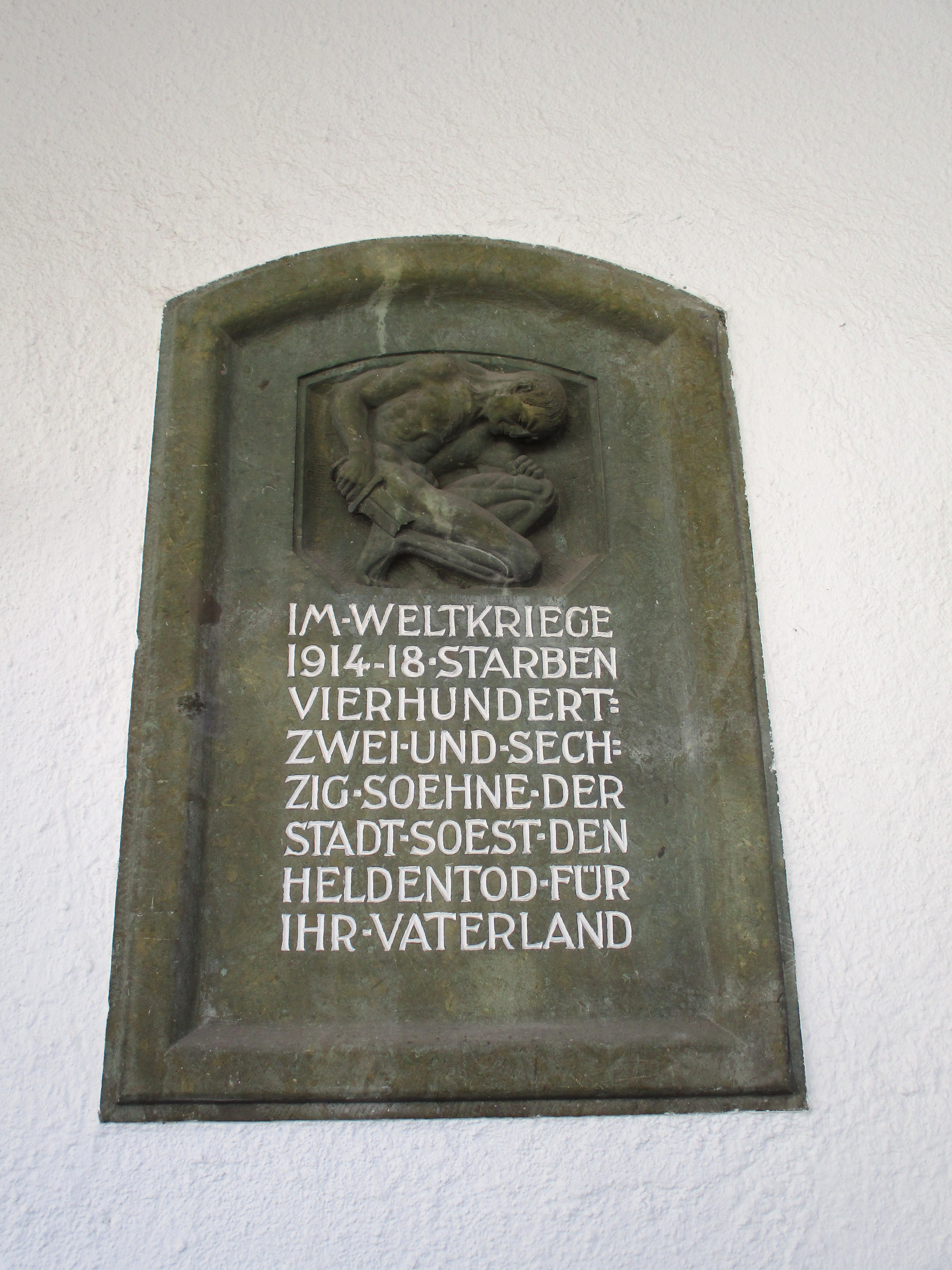
Kriegergedenktafel für die gefallenen Soldaten im 1. Weltkrieg am Alten Rathaus Soest, geschaffen von der Bildhauerin Hedwig Maria Ley (1922).

Hedwig Maria Ley (* 28. April 1888 in Soest; † 12. Dezember 1978 ebenda) war eine deutsche Bildhauerin.

## Leben und Werk
Ley studierte an der Kunstgewerbsschule in München und wurde ab 1920 Schülerin von Hans Stangl. 
In der Zeit des Nationalsozialismus war sie Mitglied der Reichskammer der bildenden Künste. Sie sympathisierte mit der NS-Bewegung und war mit Adolf Hitler persönlich bekannt. Die 1932 von ihr angefertigte Hitler-Büste war das erste von der Partei autorisierte Hitler-Kunstwerk. Diese Büste wurde vielfach reproduziert. In den Folgejahren fertigte sie mehrere Arbeiten in Bronze, unter anderem Büsten Paul von Hindenburgs und Gottlieb Daimlers. Seit 1932 lebte sie in Düsseldorf, wo sie das Atelier mit Heinrich Moshage teilte.
Im Bestand der städtischen Sammlung Würzburg befindet sich ein Hitler-Porträt Leys.

## Sicher belegte Teilnahme an Ausstellungen in der Zeit des Nationalsozialismus
- 1933: München, Neue Pinakothek („Staatliche Kunstausstellung München“)
- 1934: Darmstadt („Deutsche Frühjahrsausstellung“)
- 1939: Soest, Rathaus („Künstler sehen eine Stadt. Das Gesicht der Stadt Soest und ihrer Landschaft im Spiegel der Kunst“)